# Cathédrale de Berlin (1747-1894)
Berliner Dom
La Cathédrale de Berlin (Berliner Dom, ou officiellement : Schlosskirche et puis Oberpfarr- und Domkirche « Église castrale, patronale et collégiale »
) est l'église principale protestante historique, de Berlin entre 1747 et 1894 dans le Lustgarten sur l'île de la Spree à Berlin-Mitte à deux pas du château. Elle a été édifiée en 1737 par l'architecte Jan Bouman, sous le règne de Frédéric II et consacrée en 1750. L'intérieur sera totalement remanié en 1816-1817, par les architectes Schinkel et Schlüter. En 1821, Schinkel eut la tâche de modifier le bâtiment baroque de Bouman en une église de type classique en retouchant essentiellement le clocher et la façade. Cette cathédrale sera intégralement démolie en 1893 pour construire la troisième et actuelle cathédrale de Berlin.

## La première cathédrale

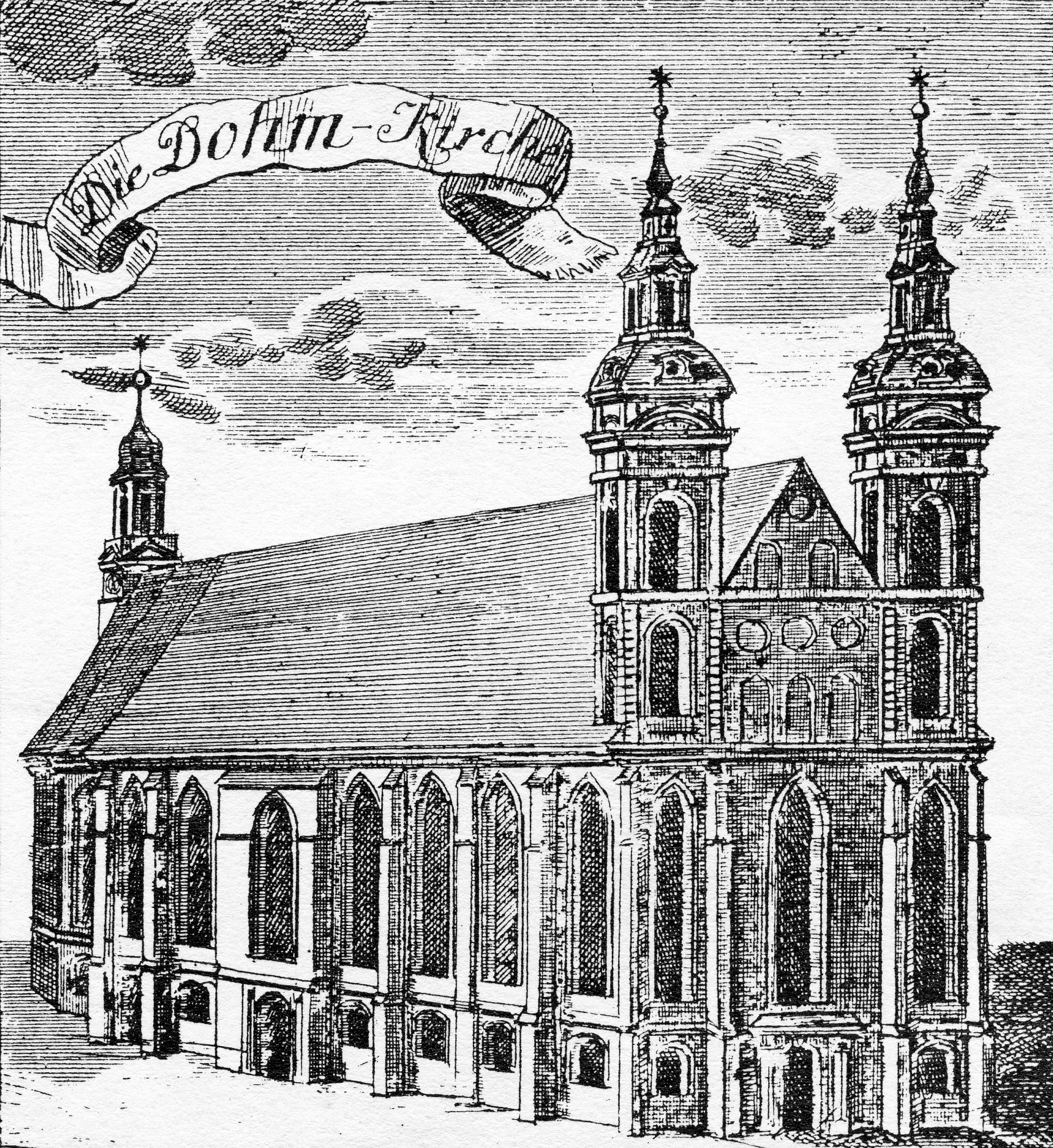
Première cathédrale de Berlin vers 1736.

La seconde cathédrale de Berlin ne fut pas construite à l'emplacement de la première cathédrale. L'ancienne chapelle du château royal, devenue église patronale et collégiale, se trouvait
sur la place du château dans l'actuelle rue « Breite Straße », à l'origine à Cölln. Initialement église conventuelle, elle appartenait au couvent des dominicains fondé au XIIe siècle. Joachim II Hector de Brandebourg en fit une église capitulaire en 1536 et fit transférer les Dominicains dans un monastère à Brandebourg-sur-la-Havel en 1536. Trois ans plus tard, il introduisit le culte luthérien et fonda la crypte héréditaire des princes électeurs du Brandebourg. En 1614, l'église patronale passa au culte réformé jusqu'à ce que Frédéric le Grand la considéra comme délabrée.
Frédéric II de Prusse fit appel à son directeur en chef des travaux de la cour, Johan Bouman, et à son architecte Georg Wenzeslaus von Knobelsdorff.
La première Domkirche fut démolie et les maisons de la place du château furent rénovées avec un financement de la cour royale.

## L'extérieur de la nouvelle cathédrale baroque

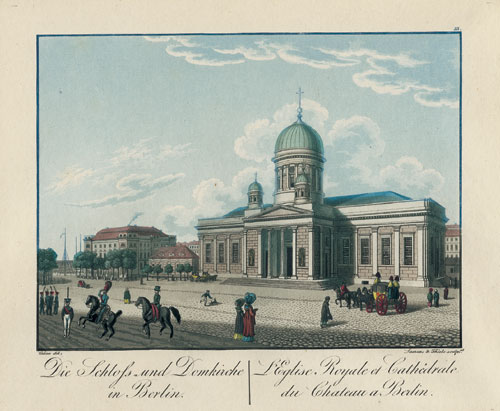
Cathédrale de Berlin, vers 1830, dessin de Benjamin Calau.

La nouvelle cathédrale fut construite dans le jardin d'agrément (Lustgarten) entre la Bourse et le Palais royal
Elle faisait 114 m de long et 73 m de large (330 pieds de long et 134 pieds de large). Conformément au style typique de Bouman, le caractère baroque de l'édifice est certes visible, mais il est très épuré et austère.
La façade comportait un corps central massif accessible par quelques marches. Le porche proéminent est porté par deux colonnes ioniques surmontées d'un fronton triangulaire imposant sans décoration à l'intérieur. 

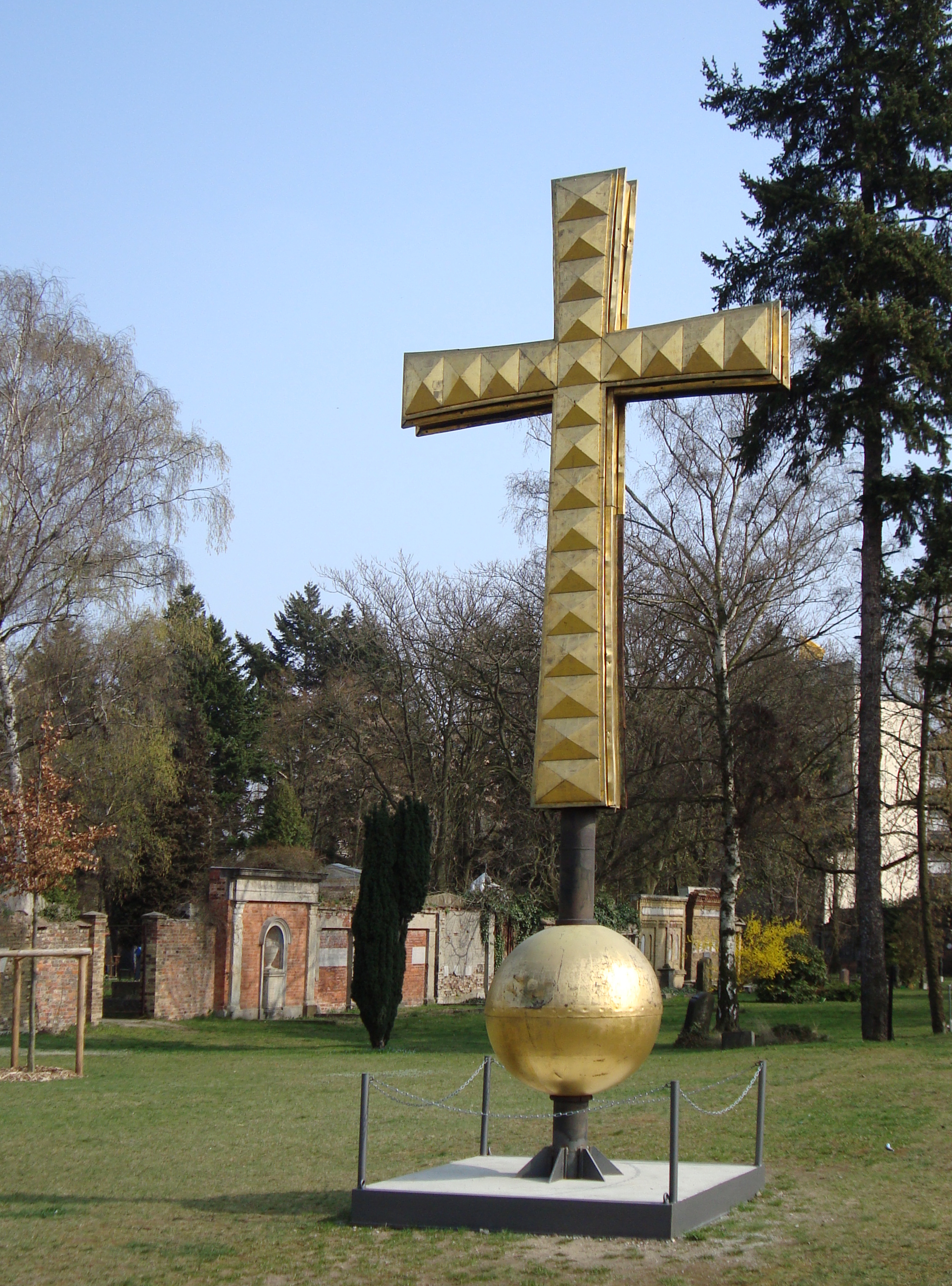
Croix de la coupole, cimetière Liesenstraße.

Le clocher circulaire était de grande taille ;  il était décoré sur les côtés par des pilastres corinthiens. La coupole se terminait par une sphère dorée surmontée d'une grande
croix dorée.
Les deux puissants murs latéraux du porche supportent des petits clochers à l'identique du clocher principal, mais avec des pilastres doriques. Dans chacun des murs latéraux, on trouve une niche qui abrite une statue de taille humaine, réalisée en cuivre dans les ateliers de Werner et représentant des anges. Le premier ange représente la religion ; il tient dans ses mains le livre des
Évangiles ouvert. Le second représente la foi, un calice dans la main et les yeux tournés vers le ciel.

## Intérieur de l'église
L'intérieur de l'église est en forme de rectangle allongé, divisé en trois nefs signalisées par deux rangées de colonnes corinthiennes. La nef centrale est plus large que les deux latérales. Dix colonnes jalonnent toute la longueur de l'édifice tandis que quatre colonnes marquent la largeur. Les colonnes sont peintes imitation marbre, blanc tacheté de gris.
Les murs étaient ornées de pilastres corinthiens faisant écho aux colonnes de la nef de même style. Les pilastres étaient peints en rouge pâle. Les corniches et autres ornements sont blancs.
À la hauteur de ce que les colonnes, un balustre décoré de feuilles d'acanthe d'où sortent des lys délimite l'espace du chœur. Le nouveau plafond voûté à caissons décoré de roses est percé à chaque extrémité d'une grande fenêtre semi-circulaire avec un verre mate qui éclaire l'intérieur de l'édifice.
L'autel se trouvait à l'une des extrémités de la partie latérale. Il fallait monter six marches de marbre blanc pour y accéder. Derrière l'autel se trouvait l'orgue. L'autel était recouvert d'une nappe argentée décorée d'une croix et d'une étoile brodées en fil doré. Des franges dorées pendaient de cette nappe. Sur l'autel étaient posés  un crucifix et deux  chandeliers de bronze.
L'espace matérialisé par les six colonnes, les quatre latérales et deux de la rangée de la nef principale, était fermé par des tentures de couleur rouge foncé, plissées, brodées au fil d'or et suspendues à des barres de bronze à la hauteur du balustre du chœur. La chaire était distante d'une colonne de l'autel, décoré de chaque côté par deux bildstock gravés représentant la foi et la dévotion. En face, on trouvait la loge royale.
Les deux entrées sur les pignons latéraux étaient surmonté d'un porche qui débouchait sur un escalier à hauteur des quatre colonnes marquant la fin de la nef sur sa largeur.

## Rénovation auXIXesiècle

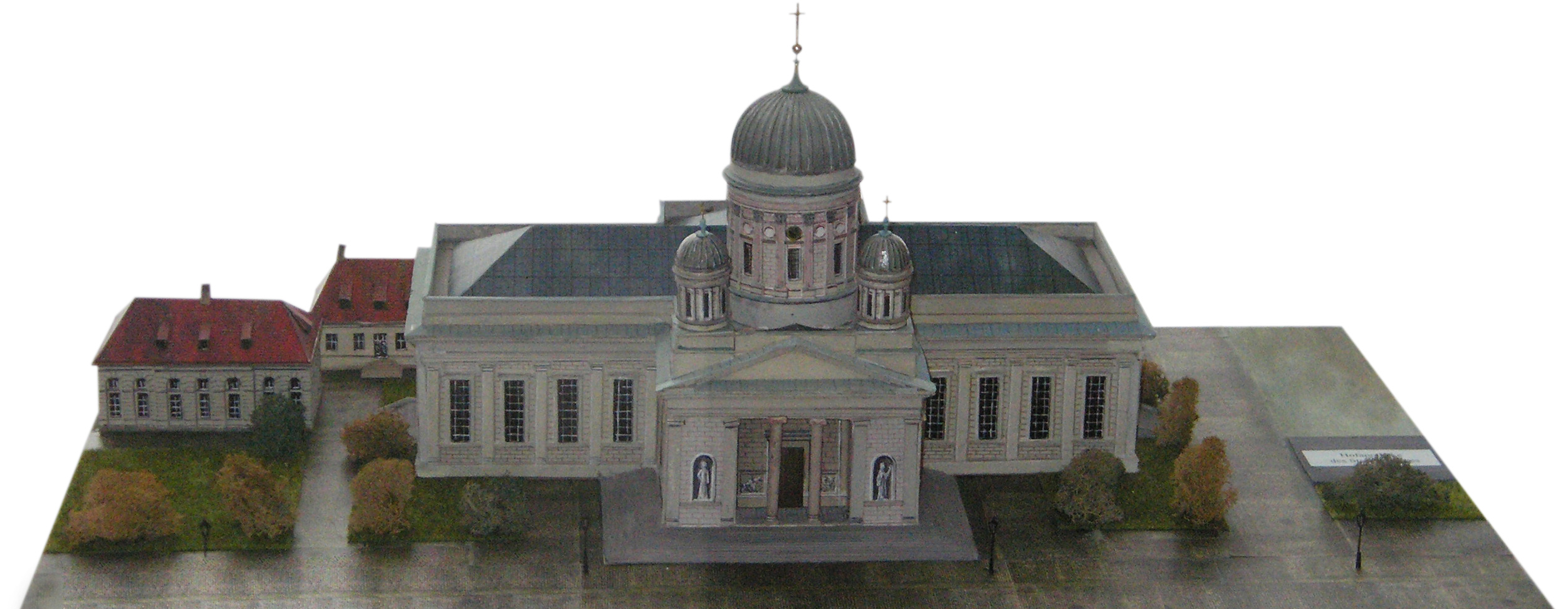
Cathédrale, modèle Schinkel 1822-1893.

L'église fut solennellement inaugurée le 29 octobre 1817 en présence de la famille royale après avoir subi les transformations de l'architecte Schinkel, et à son architecte Georg Wenzeslaus von Knobelsdorff.
La déclaration picturale se limite à quelques tableaux de Rode. En face de l'autel, de l'autre
côté de la chaire, un monument en métal reposant sur ses propres colonnes  représente à
taille humaine trois princes électeurs du Brandebourg : le grand électeur Jean Ier Cicéron de Brandebourg, peint par le Bourguignon Matthieu Dietrich.
en-dessous, coulé dans le métal, Joachim Ier Nestor de Brandebourg, sous lequel
on trouve à hauteur même du sol la statue de Joachim II Hector de Brandebourg.
De chaque côté de ce monument, on trouve les tombeaux en laiton plaqué or
dans lesquels reposent les dépouilles du grand électeur Frédéric-Guillaume Ier de Brandebourg et de sa femme Louise-Henriette d'Orange, ainsi que du prince
électeur Frédéric Ier de Prusse et de sa femme Sophie-Charlotte de Hanovre. Tous
les tombeaux ont été réalisés par Jacobi sur des dessins de Schlüter.
Sous la voûte spacieuse au sous-sol de l'église, on trouve la crypte de la famille
royale : on y a placé les tombeaux, sarcophages et cénotaphes des margraves et princes électeurs des
XIVe et XVe siècles. Ils sont de conception très simple.
Les tombeaux des princes du siècle suivant sont en fer et davantage
décorés. Celui du fils de Frédéric Ier de Prusse, Frédéric de Prusse, mort à l'âge d'un an, attire le
regard car il est coulé dans le plomb et plaqué or. Sur la tombe, l'enfant est
représenté assis sur un coussin en taille réelle. Le tombeau de la mère de
Frédéric le Grand est en marbre noir.

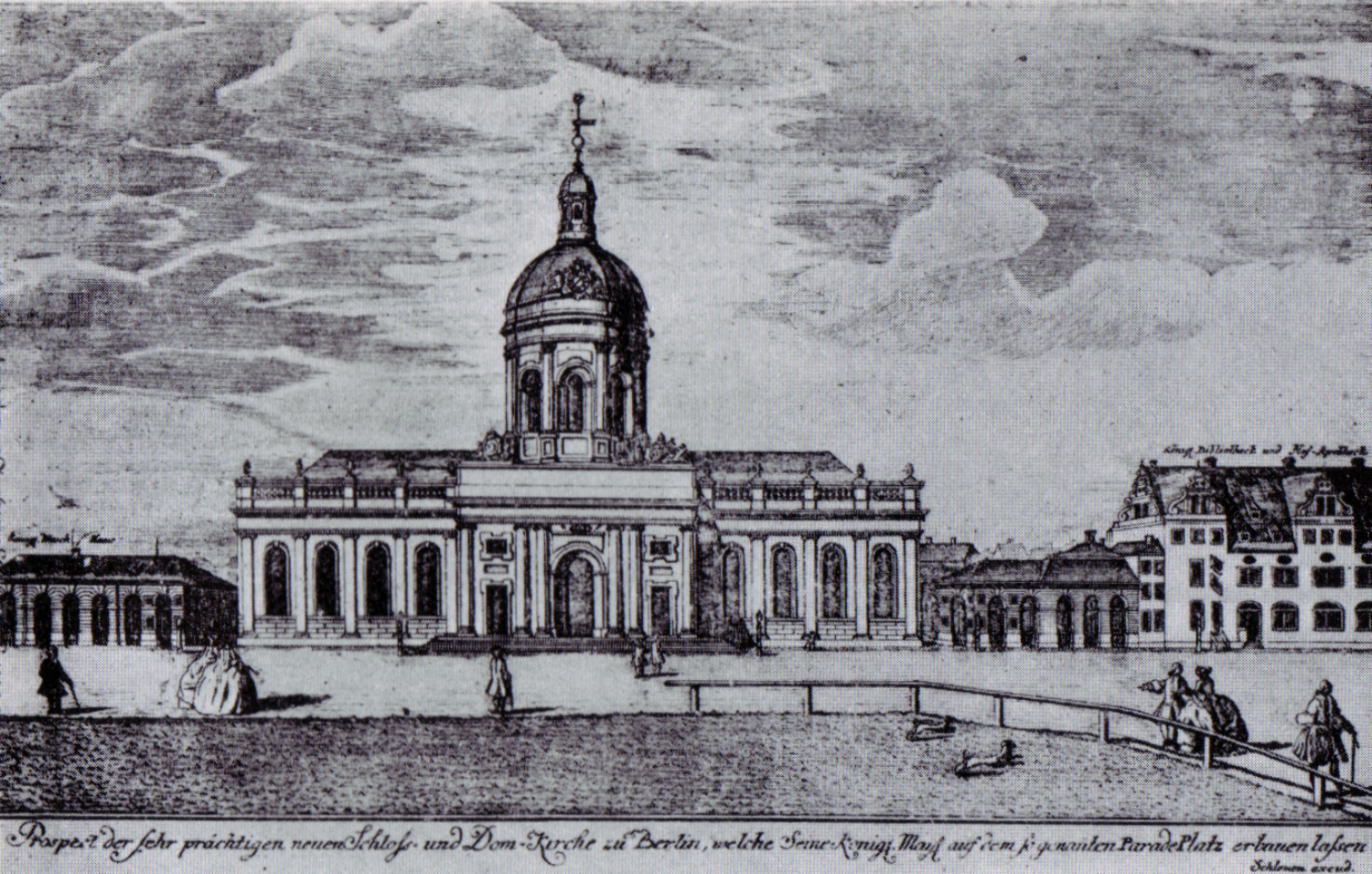
Cathédrale, état de 1750
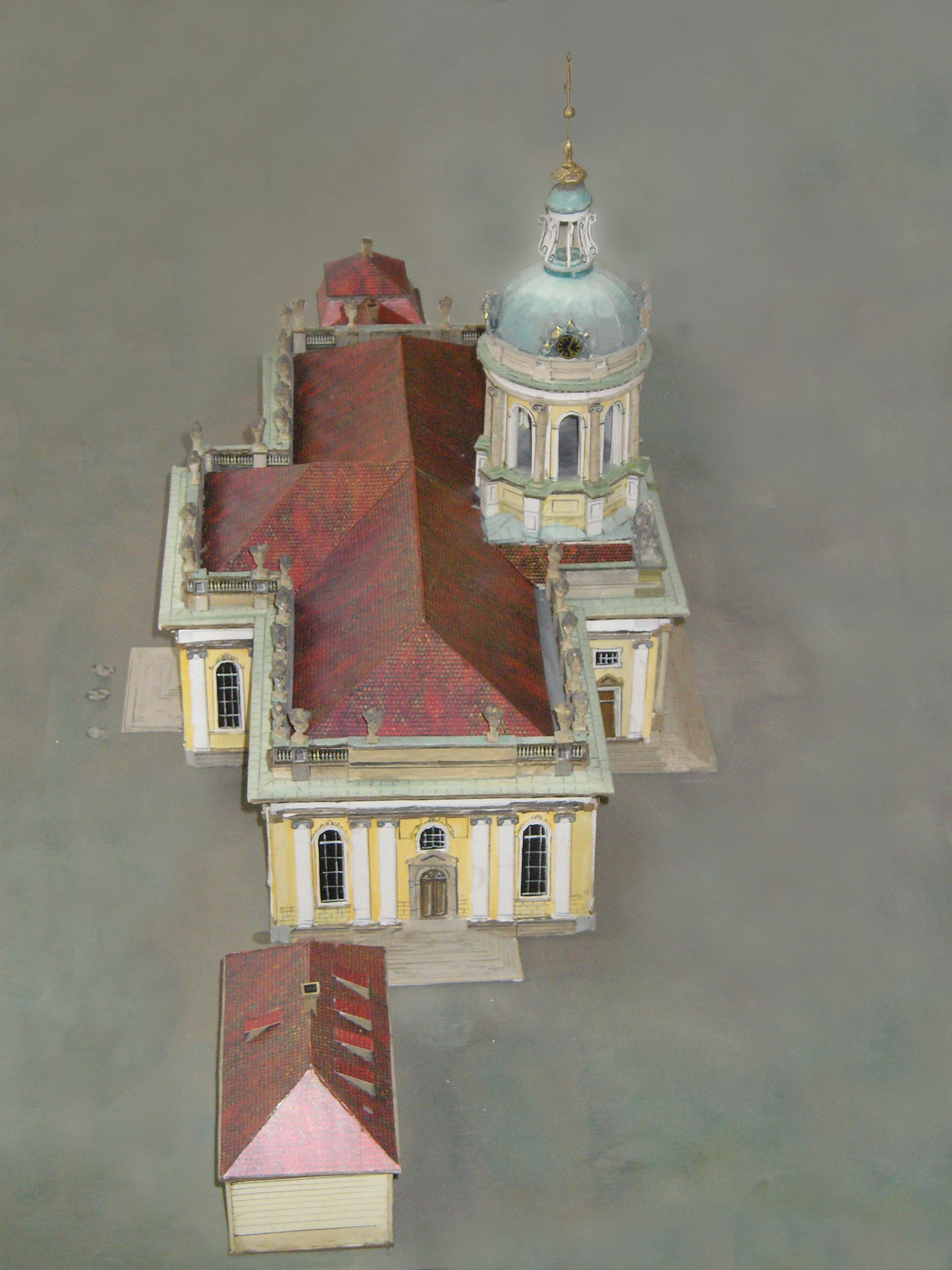
Cathédrale Bouman, de profil
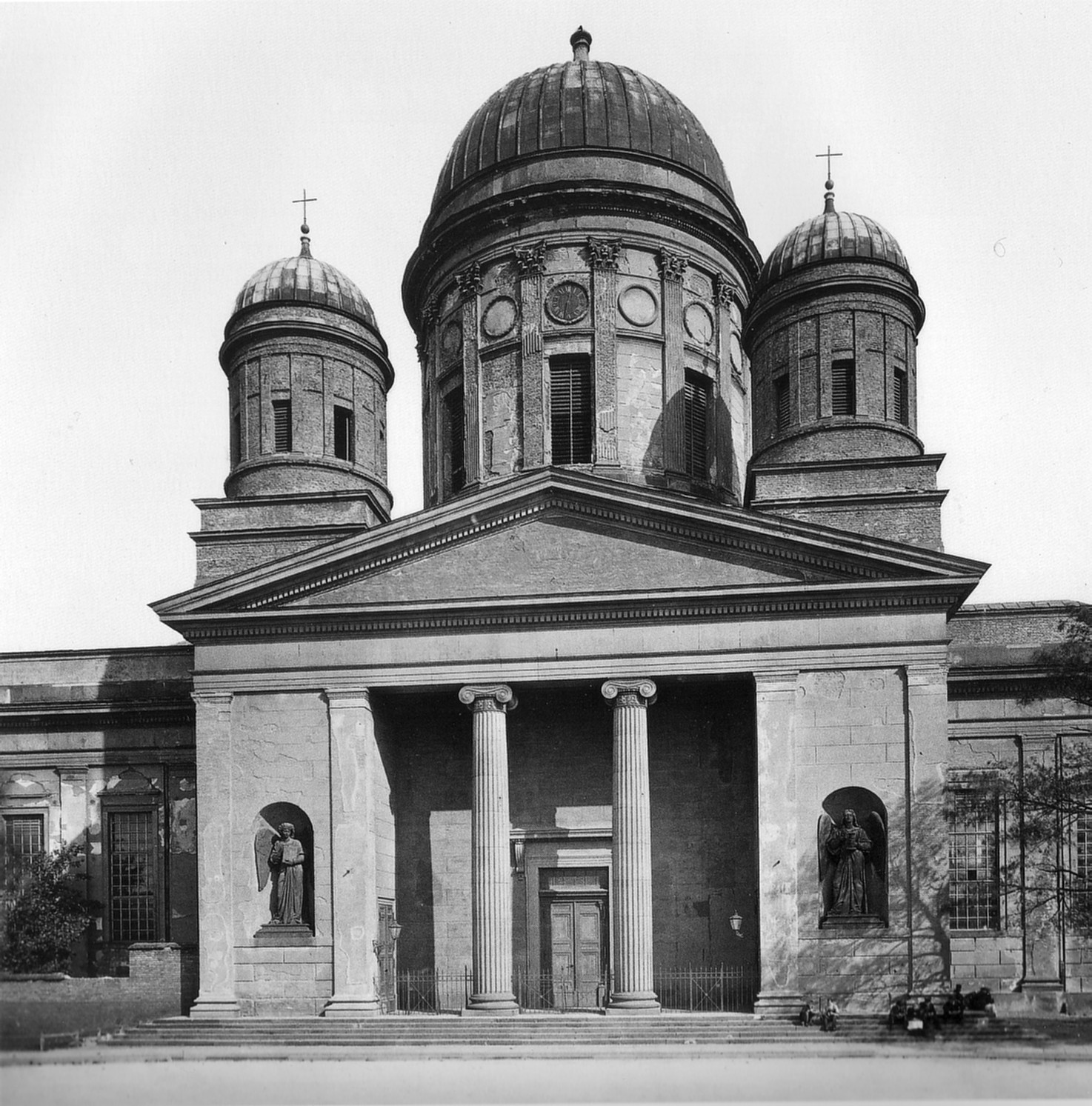
Cathédrale avant sa démolition en 1893
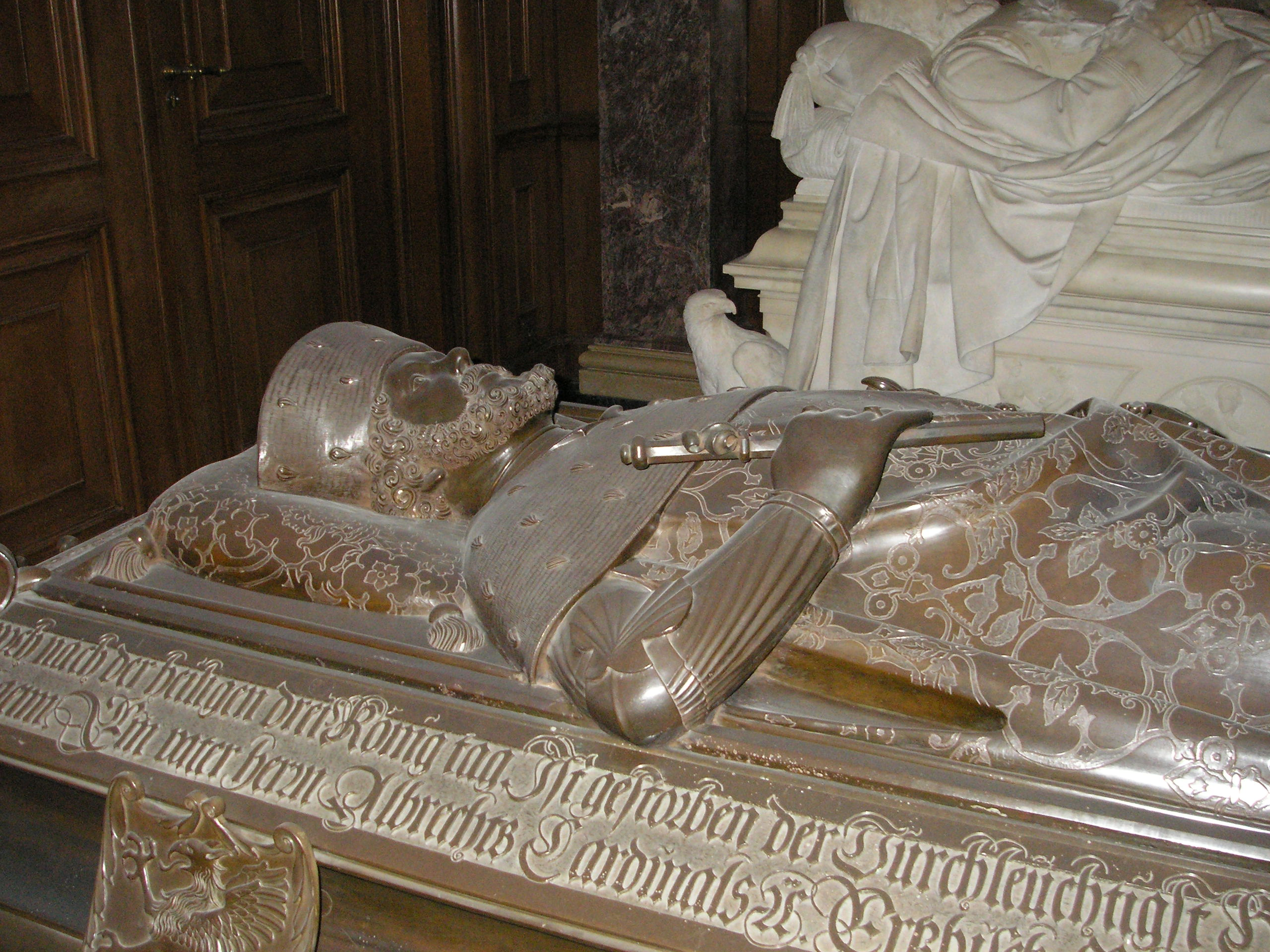
Jean Ier Cicéron de Brandebourg
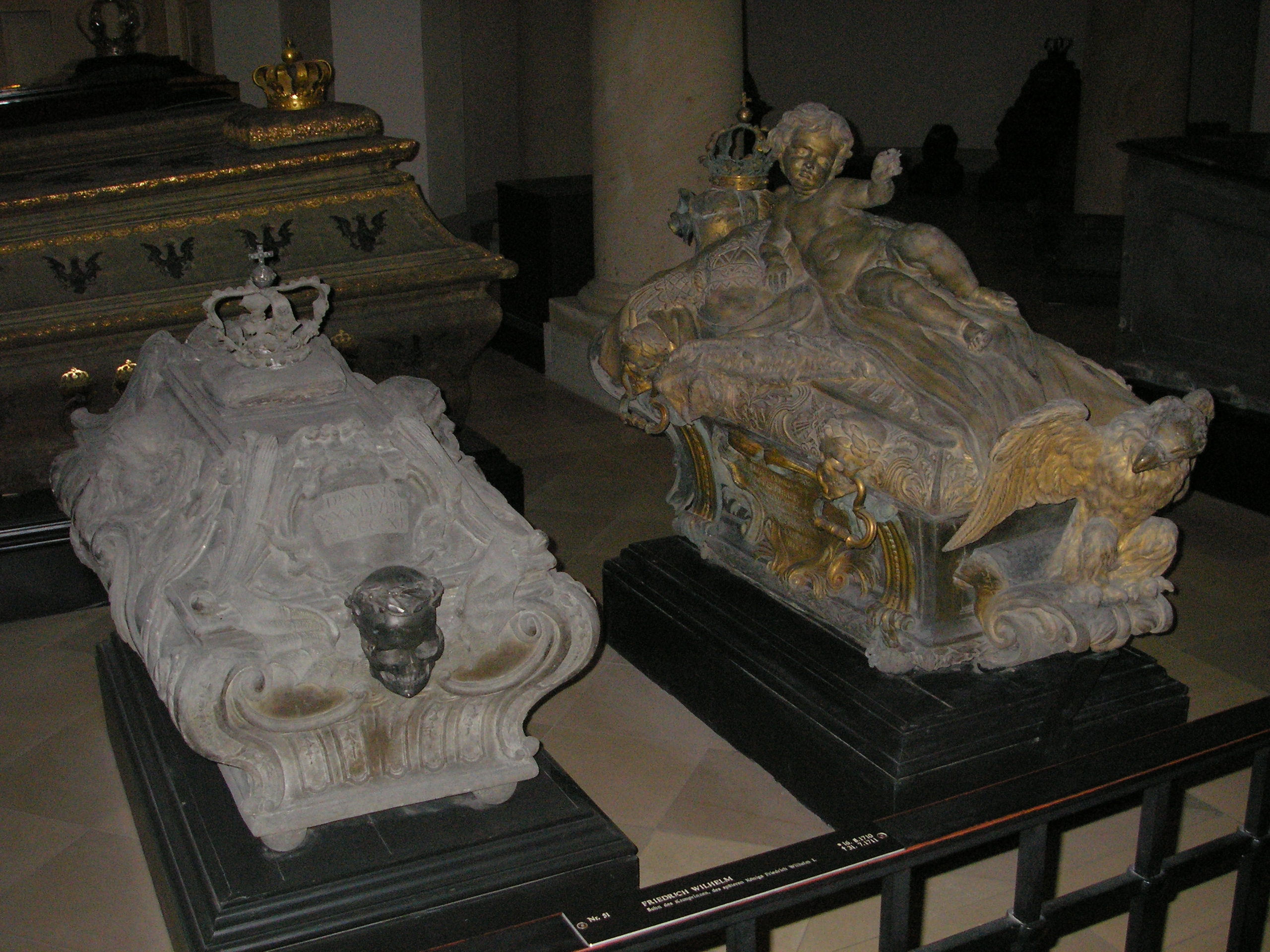
Fils de Frédéric II de Prusse